# غان يفني
غان يفني (بالعبرية: גן יבנה) هي بلدة إسرائيلية تقع في المنطقة الوسطى شرق مدينة أشدود. تأسست في عام 1931 لتكون موشافا، وفي عام 1950 تأسس مجلسها المحلي. تقرر تسميتها بهذا الاسم نظرًا لقربها من مدينة يفني، على الرغم من أنها لا تحدها. في ما مضى كانت تغطي البساتين والمزارع حوالي 80% من أراضيها. بلغ عدد سكانها نحو 24,574 نسمة حسب إحصائيات 2022.